# هنري ويد فاولر
هنري ويد فاولر (بالإنجليزية: Henry Weed Fowler)‏ (و. 1878 – 1965 م) هو عالم حيواني، وعالم زواحف من الولايات المتحدة الأمريكية . ولد في فيلادلفيا (بنسيلفانيا) .
توفي عن عمر يناهز 87 عاماً.

## التعليم
تعلم في جامعة ستانفورد